# Kim Ye-ryeong
Kim Ye-ryeong (de nacimiento Kim Yoon-mi) es una actriz surcoreana.

## Filmografía

### Series de televisión
| Año  | Título                                       | Rol                                              | Red          |
| ---- | -------------------------------------------- | ------------------------------------------------ | ------------ |
| 1998 | White Nights 3.98                            | esposa de Choi Sang-gyu                          | SBS          |
| 1999 | The Clinic for Married Couples: Love and War |                                                  | KBS2         |
| 2001 | TV Novel: Hongeo (Fermented Skate)           | mujer                                            | KBS1         |
| 2003 | Snowman                                      | madrastra de Cha Sung-joon                       | MBC          |
| 2003 | Sang Doo! Let's Go to School                 | Soo-hee                                          | KBS2         |
| 2004 | Dal-rae's House                              | Madam Kim                                        | KBS2         |
| 2004 | Forbidden Love                               | Kang Joo-sun                                     | KBS2         |
| 2005 | Rebirth - Next                               | Eun-young/Miss Oh/Nun/Mrs. Go                    | MBC          |
| 2006 | Alien Sam                                    |                                                  | Tooniverse   |
| 2006 | Mr. Goodbye                                  |                                                  | KBS2         |
| 2006 | Korea Secret Agency                          | anfitriona del bar                               | SBS          |
| 2006 | My Love Dal-ja                               | Yoon Mi-jin                                      | SBS          |
| 2007 | How to Meet a Perfect Neighbor               | Dan Myung-hee                                    | SBS          |
| 2007 | Kimcheed Radish Cubes                        |                                                  | MBC          |
| 2008 | Life Special Investigation Team              | propietaria de Sebastians (invitada, episodio 6) | MBC          |
| 2008 | Family's Honor                               | Young-hee                                        | SBS          |
| 2008 | Star's Lover                                 | Lee Ji-soon                                      | SBS          |
| 2009 | Rude Miss Young-ae - Season 5                | Kim Ye-ryung                                     | tvN          |
| 2010 | Definitely Neighbors                         | Jang Se-hee                                      | SBS          |
| 2010 | Pure Pumpkin Flower                          | Kim Myung-ja                                     | SBS          |
| 2010 | The President                                | Yoo Jung-hye                                     | KBS2         |
| 2011 | Vampire Prosecutor                           | madre de Park Hyun-joo (invitada, episodio 5)    | OCN          |
| 2012 | Moon Embracing the Sun                       | Lady Park                                        | MBC          |
| 2012 | Late Blossom                                 | Lee Yoon-hee                                     | SBS Plus     |
| 2012 | TV Novel: Love, My Love                      | Kim Yang-ja                                      | KBS2         |
| 2012 | Haeundae Lovers                              | KBS2                                             |              |
| 2012 | Dream of the Emperor                         | Madam Manmyeong                                  | KBS1         |
| 2012 | Full House Take 2                            | madre de Lee Tae-ik                              | TBS/SBS Plus |
| 2013 | Monstar                                      | madre de Yoon Seol-chan                          | Mnet         |
| 2013 | Princess Aurora                              | Jang Purme                                       | MBC          |
| 2013 | Drama Special "My Friend Is Still Alive"     | madre de Kyung-sook                              | KBS2         |
| 2013 | Empress Ki                                   | Lady Lee (cameo)                                 | MBC          |
| 2013 | Melody of Love                               | Goo Mi-ok                                        | KBS1         |
| 2014 | Cunning Single Lady                          | Lee Eun-hwa                                      | MBC          |
| 2014 | Gunman in Joseon                             | Lady Kim                                         | KBS2         |
| 2014 | Single-minded Dandelion                      | Hwang Geum-shil                                  | KBS2         |
| 2015 | My Mom                                       | Park Hyun-sook                                   | MBC          |
| 2016 | Drama Special "Pinocchio's Nose"             | Kim Young-hee                                    | KBS2         |
| 2017 | Amor revolucionario                          | Byun Geum-hee                                    | tvN          |
| 2018 | Radio Romance                                | Jo Ae-ran                                        | KBS2         |
| 2018 | The Beauty Inside                            | Madre de Ryu Eun-ho                              | JTBC         |
| 2020 | Oh, mi bebé                                  | Lee Ok-hwi                                       | tvN          |
| 2022 | It's Beautiful Now                           | Yoo Hye-yeong                                    | KBS2         |
| 2023 | Batalla de amor                              | Kim Eun-hee                                      | Netflix      |
| 2024 | The Two Sisters                              | Lee Min-suk                                      | KBS2         |

### Cine
| Año  | Título                          | Rol                               |
| ---- | ------------------------------- | --------------------------------- |
| 1992 | A Foolish Lover                 | Sun-hee                           |
| 1992 | The Moon Is... the Sun's Dream  | Coordinadora                      |
| 1992 | The Foolish Ghost               | Mo-ran                            |
| 1994 | Absolute Love                   |                                   |
| 1995 | Who Drives Me Crazy             | Min Ji-hyun                       |
| 1996 | The River Flows to Tomorrow     | Myung-hee                         |
| 1997 | Sky Doctor                      | Eun-sook                          |
| 1998 | Seong-cheol                     |                                   |
| 1998 | Turtleneck Sweater (short film) | mujer                             |
| 2002 | L'abri: Bus Stop                | Hye-kyung                         |
| 2003 | A Little Monk                   | Widow                             |
| 2005 | Long and Winding Road           | nuera                             |
| 2005 | The Intimate                    | propietaria de la tienda de vinos |
| 2006 | Gangster High                   | madre de Chang-bae                |
| 2007 | Before the Summer Passes Away   | hermana mayor So-yeon (cameo)     |
| 2007 | Bravo My Life                   | Jo Sook-hee                       |
| 2009 | Fly, Penguin                    | esposa de Kwon                    |
| 2009 | Mom's Vacation (short film)     |                                   |
| 2010 | Wedding Dress                   | Yeo-woon                          |
| 2021 | More Painful than Sadness       |                                   |

## Teatro
| Año  | Título       | Rol                        |
| ---- | ------------ | -------------------------- |
| 2010 | Some Girl(s) | Jung-hee                   |
| 2013 | The Seagull  | Irina Nikolayevna Arkadina |

## Premios y nominaciones
| Año  | Premio           | Categoría                                         | Nominación              | Resultado |
| ---- | ---------------- | ------------------------------------------------- | ----------------------- | --------- |
| 2012 | KBS Drama Awards | Premio a la excelencia, actriz en un drama diario | TV Novel: Love, My Love | Ganadora  |